# Biele Albatrosy

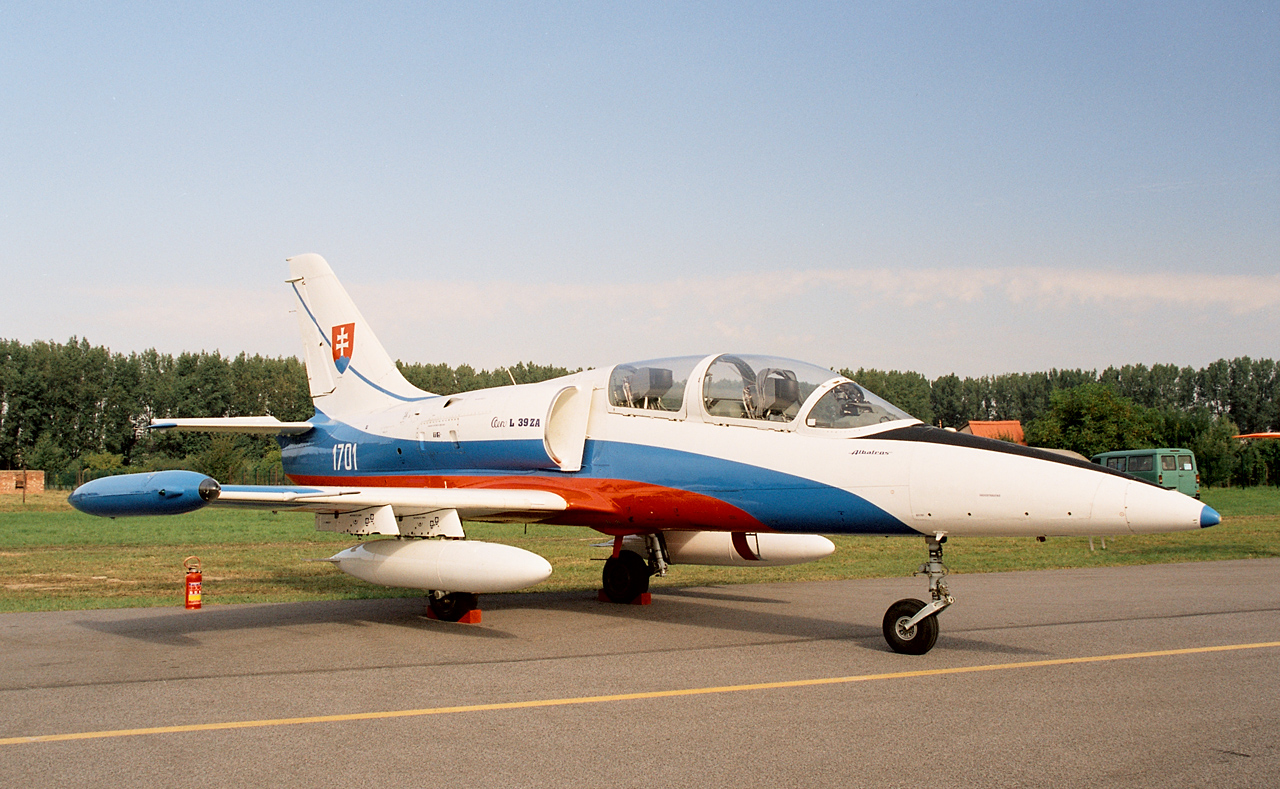
Samolot Aero L-39 Albatros na wystawie statycznej podczas Radom Air Show 2005

Biele Albatrosy - reprezentacyjny zespół sił powietrznych Słowacji założony w 1994, zlikwidowany w 2004 roku.

## Historia
Zespół sformowano w 1994 roku w jednostce szkolnej w Koszycach. Zespół wystawiały oficjalnie Siły Powietrzne Słowacji, a w grupie latali instruktorzy bazy w Koszycach. Grupa prezentowała się na wielu pokazach w kraju i za granicą, m.in. na Radom Air Show w 2003 i 2001 roku. Ze względu na likwidację jednostki w Koszycach zlikwidowano także zespół akrobacyjny. Pilotów rozlokowano po innych jednostkach słowackiego lotnictwa. Do dziś tylko jeden z samolotów zachował swoje malowanie z czasów służby w grupie.